# Limitatore di corrente superconduttivo
Un limitatore di corrente superconduttivo (SFCL, Superconducting Fault Current Limiter) è un dispositivo che presenta una impedenza trascurabile in condizione di normale funzionamento e passa spontaneamente verso uno stato ad elevata impedenza quando la corrente che lo attraversa supera un certo livello. Il dispositivo è basato sulla transizione di fase di un superconduttore alla fase non superconduttiva se attraversato da una corrente superiore ad un livello critico.
Un tale dispositivo inserito in una rete di potenza comporta i seguenti vantaggi:
- Consente l'aumento della potenza di corto circuito della rete senza comprometterne la tenuta in caso di guasto;
- Limita sin dai primi istanti dall'insorgenza del guasto il valore della corrente riducendo lo stress sui componenti;
- Il suo dimensionamento si effettua in modo da garantire una componente simmetrica della corrente di corto circuito compatibile con i poteri di interruzione degli interruttori, evitandone la eventuale sostituzione in caso di ampliamenti di rete;
- Interviene in modo passivo e dunque affidabile;
- All'estinzione del guasto recupera spontaneamente lo stato a bassa impedenza senza la necessità di un intervento di ripristino.

L'integrazione degli SFCL all'interno dei moderni sistemi elettrici contribuisce alla loro espansione e gestione affidabile e comporta una maggiore stabilità della tensione ed in generale una maggiore Power Quality. La fattibilità dei limitatori mediante tecnologia superconduttiva è stata ampiamente dimostrata nel corso degli ultimi anni attraverso la realizzazione di numerosi prototipi di laboratorio. Alcuni prototipi in media tensione hanno oggi raggiunto un grado di sviluppo precompetitivo e sono stati sottoposti con successo a test sul campo di lunga durata. In Germania è attualmente in fase di sviluppo un prototipo per l'applicazione nella rete di subtrasmissione operante a 110 kV.